# Margarethe Rockemann
Margarethe Rockemann (* zwischen 1609 und 1619 ?; † 24. Oktober 1669 in Minden) war ein Opfer der Hexenprozesse im 17. Jahrhundert in der ostwestfälischen Stadt Minden.

## Leben
Margarethe Rockemann, geborene Rabedings, war seit 1651 Mindener Bürgerin und Witwe. Ihr 1660 verstorbener Ehemann war der Hökermeister (Händler) Johann Rockemann, ihre Kinder waren Sohn Heinrich und Tochter Margarethe. Sie wohnte in Minden auf der Kuhtorstraße (heute Königsstraße) und war gut integriert in das soziale Leben: Sie war befreundet mit Ilsche Costede (Frau des Bäckermeisters) und Catharina, Witwe Christian Vagts (die Hotkersche).

## Hexenprozess
Nach 30 verfolgungsfreien Jahren begann 1669 das Mindener Ratsgericht intensive Hexenprozesse in dem Jahr, als die Regierung des brandenburgischen Fürstentums Minden in die amtsfreie Stadt Minden zog. Unter den 24 Angeklagten war Margarethe Rockemann. Der Fall der Hökerswitwe Margarethe Rockemann zeigt die Rolle der in Bürgerhäusern einquartierten Soldaten bei Entstehung und Verbreitung von Hexereigerüchten in dieser Zeit. Sie hofften, sich in die Stadtgesellschaft zu integrieren, wenn sie zur Aufdeckung der gefährlichen Hexensekte beitrugen und Menschen denunzierten.
Margarethe Rockemann stand seit vielen Jahren im Gerücht des Hexenverbrechens: Schon 1659 soll ein feuriger Drache (Sinnbild des Satans) im Haus der Rockemannschen ein- und ausgeflogen sein. Sie vermutete, einer der in Minden stationierten brandenburgisch-preußischen Soldaten sei Urheber des Geredes: Der Soldat Johann Schröer habe auf dem Vorratsspeicher ein Licht gesehen und das Gerücht aufgebracht.
Im Juli 1669 wurde Margarethe Rockemann in Hexenprozessen unter der Folter als eine der Obersten beim Tanz "besagt" (denunziert). Außerdem hätte sie einen Topf mit Salbe (Schmiertopf) unter dem Bett für den Flug zum Hexensabbat. Leumundszeugen erzählten, sie sei für eine "hexin gehalten".
Die Rintelner Juristenfakultät empfahl eine Hausdurchsuchung, allerdings wurde kein Salbentopf gefunden. Gefährlicher wurde es, als neben weiteren Angeklagten ihre geistig zurückgebliebene Magd Margarethe Wehking sie als Zauberische und Hexentanzteilnehmerin "besagte". Besagung einer Verwandten war ein schwerwiegendes Hexenindiz.
Im September 1669 hielt ihr das Ratsgericht beim Verhör im Rathaus weitere Besagungen von anderen Angeklagten vor. Sie wehrte sich, bezeichnet das als Lügen und beteuerte ihre Unschuld: "Wenn ein Schmiertopf dagewesen wäre, hätten ihn die Ratsdiener wohl gefunden!" Die Ratsherren bedrohten sie mit Folter, sie aber verlangte ihre Entlassung, die gegen Kaution des Sohnes gewährt wurde.
Einzigartig in den Mindener Hexenprozessen: Im Morgengrauen am 16. September 1669 floh sie aus der Stadt zu Verwandten nach Bremen. Die Familie hatte die Flucht frühzeitig vorbereitet, denn schon Wochen zuvor hielten alle Melkmägde die Rockemannsche für eine Hexe. Sofort baten die Ratsherren alle umliegenden Orte um Amtshilfe. Durch abgefangene Briefe scheiterte die Flucht. Margarethe Rockemann wurde in Bremen am 22. September 1669 verhaftet und vier Tage später ausgeliefert.
In Minden fanden sich nun Zeugen, die sie des Schadenzaubers beschuldigten (Krankheit). Im gütlichen Verhör am 7. Oktober legte sie kein Geständnis ab. Ihre Bitte um Wasserprobe wurde nicht gewährt, dafür führten die Ratsherren eine Nadelprobe durch. Die Universität Rinteln bewilligte die Folter.
In der Folterkammer legte der Scharfrichter ihr Beinschrauben an. Schließlich gestand sie eine Hexe zu sein. Ihr Buhle Johann Bruhne habe sie für den Teufelspakt mit einem Goldstück entlohnt. Bei der Teufelsbuhlschaft seien zwei raupenähnliche Wesen entstanden. Die habe der Teufel ihr weggenommen, um Gift zu bereiten. Weiter presste die Folter aus ihr heraus: Sie habe ihren Mann und ihre 2-jährige Enkeltochter Margarethe vergiftet sowie Kälber und Schweine. Unter der Folter besagte sie 21 Personen wegen Teilnahme am Hexentanz auf der Minderheide.
Am 10. Oktober sollte die Rockemannsche ihr Geständnis vor dem Rat bekräftigen. Da widerrief sie den Namen ihres "teuflischen Lehrmeisters" und nannte stattdessen einen Verstorbenen. Als die Ratsherren ihr erneute Folter androhten, war ihr Widerstand gebrochen. Die Ratsherren verurteilten sie zum Tode, verlasen öffentlich die Urgicht und verkündeten ihr Urteil: nicht Verbrennung auf dem Scheiterhaufen, sondern Enthauptung. Für eine solche Strafminderung bezahlten die Angehörigen in einem anderen Prozess 100 Taler an die Ratsherren. Am 24. Oktober 1669 wurde sie vom Scharfrichter Matthias Albrecht enthauptet und begraben.
1672 gerieten drei weitere Mitglieder der Familie in Hexenprozesse.